# بايو بيز أوروبا
بايو بيز أوروبا (Bio Base Europe) هو مركز للتدريب والابتكار في مجال الاقتصاد الإحيائي. فهو منصة تدعم تطوير المنتجات المستدامة والمستندة للمواد البيولوجية مثل المواد الكيميائية الحيوية والبلاستيك الحيوي والمواد الحيوية والمنظفات الحيوية والطاقة الحيوية وما إلى ذلك من موارد الكتلة الحيوية المتجددة. تتركز مهمته في تشجيع التنمية المستدامة والنمو الاقتصادي عن طريق تسهيل البحث والتطوير وتوفير التدريب لتطوير العملية المستندة على المواد البيولوجية. يتكون هذا المركز من وحدة صناعية تجريبية بالنسبة للاقتصاد المستند على المواد البيولوجية في ميناء جنت (بلجيكا) و مركز التدريب للاقتصاد المستند على المواد البيولوجية في تيرنيوزين (هولندا).

## نبذة تاريخية
في 12 من ديسمبر 2008م، خصصت أوروبا وفلاندرز وهولندا 21 مليون يورو لمشروع بايو بيز أوروبا الخامس من أجل التعاون الإقليمي يعد مشروع بايو بيز أكبر مشروع إقليمي مقدم في منطقة الحدود الهولندية الفلمنكية على الإطلاق. والمؤسسون الأصليون هم وادي غنت للطاقة الحيوية (Ghent Bio-Energy Valley) و منتزه تيرنيوزين الحيوي (Bio Park Terneuzen). في عام 2009م، منح اتحاد المناطق الحدودية الأوروبية بايو بيز أوروبا جائزة شراع بابينبيرج كأفضل مشروع مبتكر (AEBR).

## وحدة بايو بيز الصناعية الأوروبية التجريبية

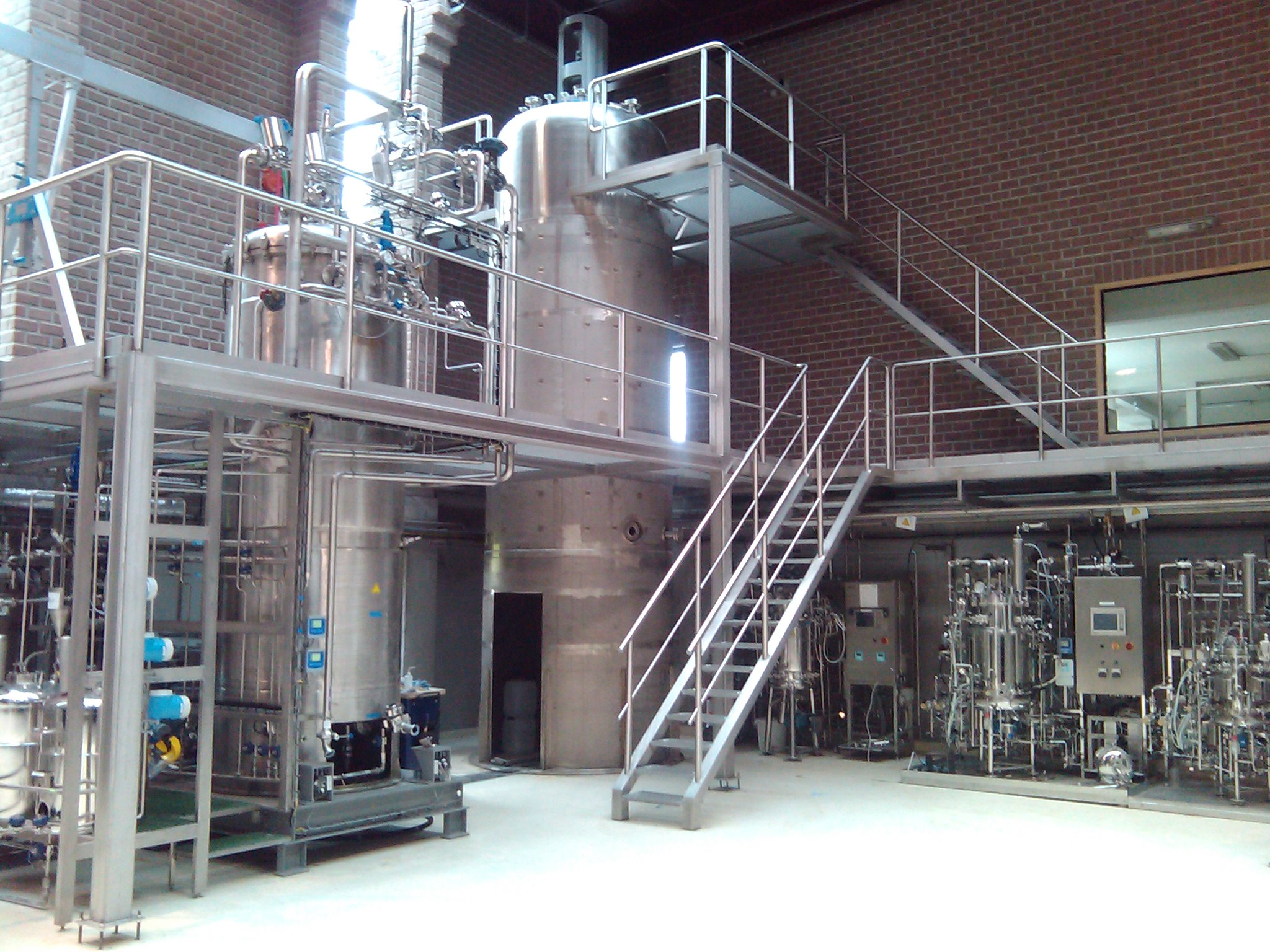
توجد معدات تخمير في بايو بيز أوروبا بأحجام 100 لتر و4500 لتر و15000 لتر.

إن وحدة بايو بيز الصناعية الأوروبية التجريبية هي منشأة اختبار تجريبي للاقتصاد المستند على الطاقة البيولوجية، والهدف من تأسيسها هو سد الفجوة بين الاحتمالات العلمية والتطبيق الصناعي.  وتعمل بمقاييس تبدأ من الكيلو جرام حتى الطن. تزخر الوحدة الصناعية التجريبية بمجموعة من معدات العملية لتوسيع نطاق العمليات المستندة على الطاقة البيولوجية وصولًا للنطاق الصناعي. تساعد الاختبارات التي أجريت في الوحدة الصناعية التجريبية في تقييم تكاليف التشغيل نقاط القوة والضعف الخاصة بالعمليات المستندة على الطاقة الحيوية الجديدة قبل تنفيذ  الاستثمارات المكلفة وواسعة النطاق في إنتاج منشآت الوحدة الصناعية. لا تمتلك وحدة بايو بيز الصناعية الأوروبية التجريبية مساهمين في مجال الصناعة وتعمل وفقًا لنموذج خدمة الابتكار المفتوحة. تستطيع الشركات ومراكز البحث النشيطة في الاقتصاد المستند على الطاقة البيولوجية تقييم تلك المنشآت لتطويراتها التكنولوجية..
يمكن تقسيم العمليات المُنجزة في الوحدة الصناعية التجريبية إلى الفئات التالية
1. تنقيح : أجزاء الكتلة الحيوية  ومعالجتها
2. التكنولوجيا الحيوية الصناعية
3. الكيمياء الخضراء
4. المعالجة المتعاقبة للنواتج النهائية لعملية التخمر

## مركز تدريب بايو بيز أوروبا
إن مركز تدريب بايو بيز أوروبا هو مركز تعليم وشبكة اتصال ومعرض يشجع تطوير الاقتصاد المستدام المستند على الطاقة البيولوجية. ويقدم التدريب العام والخاص بالشركة ويتصل باحتياجات السوق اتصالًا مباشرًا..
يعمل مركز تدريب بايو بيز أوروبا وفقًا لمفهوم مركز الخدمات الشاملة والمتعددة.  يعرض مركز التدريب للشركات مجموعة كبيرة من التدريبات لمشغلي العمليات التابعة لهم وموظفيهم التقنيين. على سبيل المثال، يمكن استخدام المجموعة التدريبية عن طريق تسجيل الدخول إلى نظام إدارة التعليم على الويب. علاوة على ذلك، يتم تقديم برنامج التدريب الخاص والكامل للموظفين التقنيين والدعم ويمكن الحصول على دعم مشغلي العملية الجديدة. إضافة إلى ذلك، يطور مركز تدريب بيو بيز أوروبا أجهزة محاكاة العملية الديناميكية التي يمكن استخدامها لتدريب المشغلين.

## وصلات خارجية
- الموقع الإلكتروني للشركة